# Pa amb vi i sucre

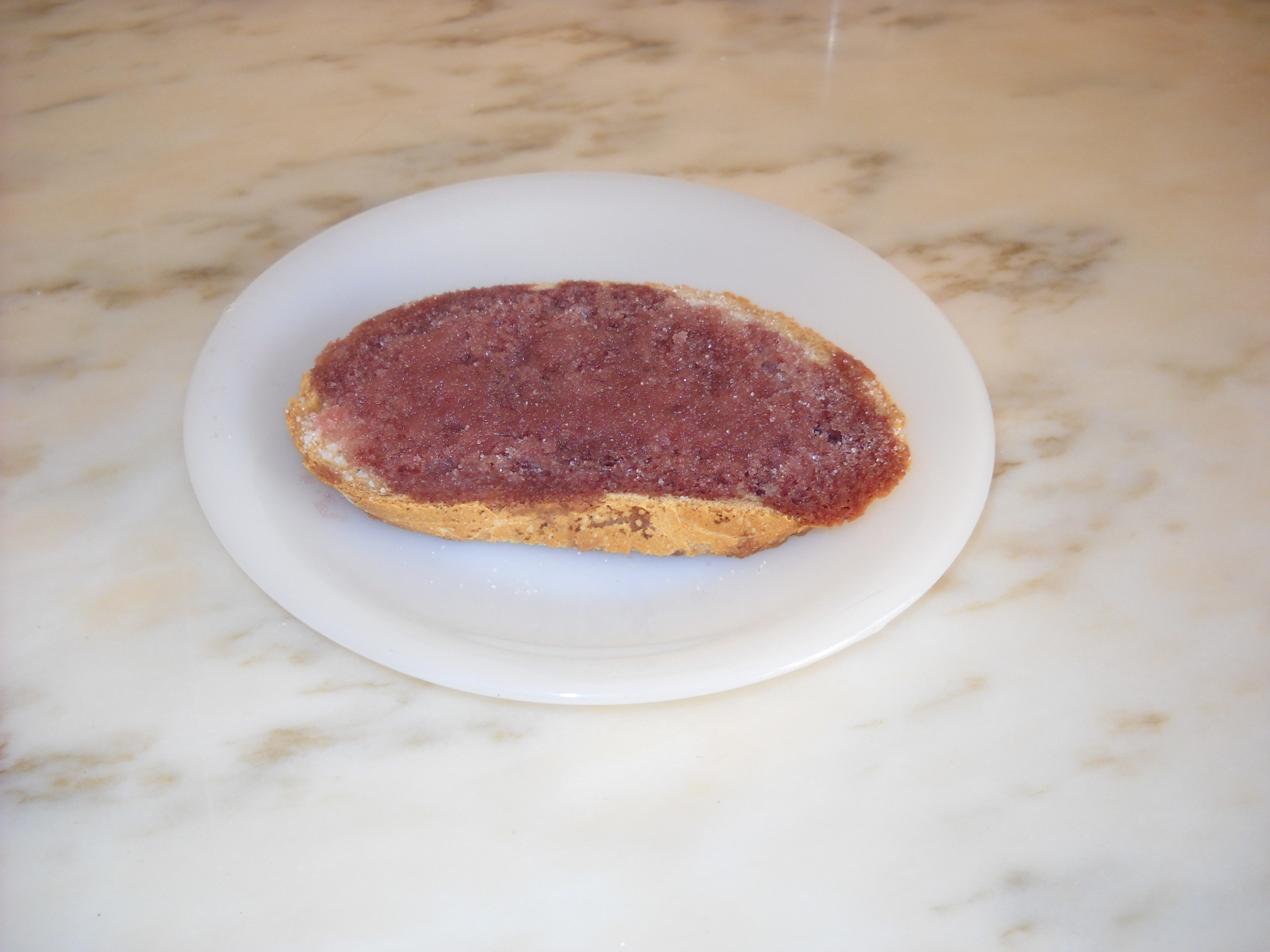
Pa amb vi i sucre

Pa amb vi i sucre ou pa xopat amb vi i sucre é um dos preparados mais típicos e característicos da culinária da região da Catalunha, na Espanha. Alguns consideram o prato mais emblemático da cozinha catalã como sendo o pa amb tomàquet, mas este não é o mais antigo, uma vez que o tomate só chegou à Catalunha a partir de 1492.
Consiste em fatias de pão embebidas em vinho tinto aquecido, polvilhadas com açúcar. Pode também ser usado vinho branco. Entre outros ingredientes possíveis, pode também incluir pimenta, sal e azeite.